# 三井子镇
三井子镇，是中华人民共和国吉林省松原市扶余市下辖的一个乡镇级行政单位。

## 行政区划
三井子镇下辖以下地区：
富民社区、三井子村、德安村、太安村、永久村、二井子村、新井村、头井子村、五井子村、六井子村、七井子村、西围子村、万宝村、纪家村、黄家村、八百村、八井子村、二龙山村、永和村、万泉村、万新村、万众村、天启村、庆丰村、龙盛村、龙福村、七里村、四方村、腰岗子村和牧场村。